# Protracheoniscus politus
Protracheoniscus politus är en kräftdjursart som först beskrevs av Koch 1841.  Protracheoniscus politus ingår i släktet Protracheoniscus och familjen Trachelipodidae.

## Underarter
Arten delas in i följande underarter:
- P. p. politus
- P. p. mehelyi